# 小袋虫科
小袋虫科（学名：Balantidiidae）为毛口目的一个科。

## 下级分类
本科包括以下属：
- Balantidiopsis
- 小袋虫属 Balantidium Claparède & Lachmann, 1858